# Mirzet Duran
Mirzet Duran es un deportista bosnio que compitió en voleibol adaptado. Ganó cinco medallas en los Juegos Paralímpicos de Verano entre los años 2008 y 2024.

## Palmarés internacional
| Juegos Paralímpicos | Juegos Paralímpicos     | Juegos Paralímpicos | Juegos Paralímpicos      |
| Año                 | Lugar                   | Medalla             | Competición              |
| ------------------- | ----------------------- | ------------------- | ------------------------ |
| 2008                | Pekín (China)           | Medalla de plata    | Torneo masculino sentado |
| 2012                | Londres (Reino Unido)   | Medalla de oro      | Torneo masculino sentado |
| 2016                | Río de Janeiro (Brasil) | Medalla de plata    | Torneo masculino sentado |
| 2020                | Tokio (Japón)           | Medalla de bronce   | Torneo masculino sentado |
| 2024                | París (Francia)         | Medalla de plata    | Torneo masculino sentado |